# 잔니 인판티노
잔니 빈첸초 인판티노(이탈리아어: Gianni Vincenzo Infantino, 1970년 3월 23일 ~ )는 스위스와 이탈리아의 축구 행정가이다. 국제 축구 연맹(FIFA)의 제9대 회장을 역임했으며 2016년 2월에 제프 블라터의 뒤를 이어 취임하였다. 스위스 브리크의 이탈리아계 집안에서 출생하였다.

## 경력
- 2007년 ~ 2009년 10월: 유럽축구연맹 사무차장
- 2009년 10월 ~ 2016년 2월: 유럽축구연맹 사무총장
- 2016년 2월 ~ 현재: 국제축구연맹 회장